# 条裂委陵菜
条裂委陵菜（学名：Potentilla lancinata）为蔷薇科委陵菜属的植物，是中国的特有植物。分布于中国大陆的四川、云南等地，生长于海拔3,200米至4,100米的地区，多生于林缘、岩石、山坡草地或溪边，目前尚未由人工引种栽培。